# Statistiche dell'Hockey Club Milano (hockey in-line)
Questa pagina raccoglie le principali statistiche dell'Hockey Club Milano Quanta.
Questa lista è suscettibile di variazioni e potrebbe essere incompleta o non aggiornata.

## Statistiche campionati

### Partecipazione
| Livello | Categoria           | Partecipazioni | Debutto   | Ultima stagione | Totale |
| ------- | ------------------- | -------------- | --------- | --------------- | ------ |
| 1º      | Campionato italiano | 2              | 1996      | 1997            | 20     |
| 1º      | Serie A1            | 11             | 1998-1999 | 2015-2016       | 20     |
| 1º      | Serie A             | 7              | 2016-2017 | 2022-2023       | 20     |
| 2º      | Serie A2            | 2              | 2004-2005 | 2005-2006       | 2      |
| 3º      | Serie B             | 1              | 2003-2004 | 2003-2004       | 1      |

### Piazzamenti stagione regolare
| Stagione  | Serie | Pos         | G  | V  | VR | N | PR | P  | GF  | GS  |
| --------- | ----- | ----------- | -- | -- | -- | - | -- | -- | --- | --- |
| 1996      | Camp. | 2º          | ?  | ?  | -  | ? | -  | ?  | ?   | ?   |
| 1997      | Camp. | 3º          | 5  | 4  | -  | 0 | -  | 1  | 53  | 19  |
| 1998-1999 | A1    | 1º (Gir. A) | ?  | ?  | -  | ? | -  | ?  | ?   | ?   |
| 2003-2004 | B     | 1º (Gir. A) | 10 | 9  | -  | 1 | -  | 0  | 77  | 18  |
| 2004-2005 | A2    | 2º (Gir. A) | 12 | 9  | -  | 2 | -  | 1  | 75  | 33  |
| 2005-2006 | A2    | 1º (Gir. A) | 16 | 15 | -  | 0 | -  | 1  | 126 | 36  |
| 2006-2007 | A1    | 3º (Gir. A) | 10 | 6  | -  | 0 | -  | 4  | 54  | 53  |
| 2007-2008 | A1    | 3º          | 22 | 17 | -  | 1 | -  | 4  | 143 | 72  |
| 2008-2009 | A1    | 5º          | 20 | 10 | -  | 7 | -  | 3  | 86  | 73  |
| 2009-2010 | A1    | 7º          | 20 | 9  | -  | 1 | -  | 10 | 99  | 82  |
| 2010-2011 | A1    | 3º          | 20 | 14 | -  | 1 | -  | 5  | 130 | 102 |
| 2011-2012 | A1    | 2º          | 18 | 16 | -  | 1 | -  | 1  | 197 | 75  |
| 2012-2013 | A1    | 1º          | 16 | 14 | -  | 0 | -  | 2  | 148 | 51  |
| 2013-2014 | A1    | 1º          | 18 | 17 | -  | 1 | -  | 0  | 165 | 35  |
| 2014-2015 | A1    | 1º          | 17 | 15 | -  | 1 | -  | 1  | 125 | 40  |
| 2015-2016 | A1    | 1º          | 18 | 15 | 0  | - | 0  | 3  | 129 | 52  |
| 2016-2017 | A     | 1º          | 20 | 18 | 1  | - | 0  | 1  | 180 | 30  |
| 2017-2018 | A     | 1º          | 18 | 16 | 0  | - | 0  | 2  | 154 | 40  |
| 2018-2019 | A     | 1º          | 18 | 18 | 0  | - | 0  | 0  | 144 | 27  |
| 2019-2020 | A     | 1º          | 12 | 12 | 0  | - | 0  | 0  | 106 | 23  |
| 2020-2021 | A     | 3º          | 22 | 14 | 3  | - | 1  | 4  | 128 | 46  |
| 2021-2022 | A     | 2º          | 26 | 21 | 2  | - | 2  | 1  | 178 | 55  |
| 2022-2023 | A     | 2º          | 26 | 22 | 1  | - | 0  | 3  | 174 | 46  |

### Partecipazioni play-off scudetto
| Stagione  | Turno            | G  | V | P | GF | GS |
| --------- | ---------------- | -- | - | - | -- | -- |
| 1998-1999 | Vincitore        | 3  | 3 | 0 | 27 | 4  |
| 2006-2007 | Quarti di finale | 2  | 0 | 2 | 5  | 17 |
| 2007-2008 | Semifinale       | 5  | 2 | 3 | 27 | 26 |
| 2008-2009 | Quarti di finale | 2  | 0 | 2 | 4  | 12 |
| 2010-2011 | Semifinale       | 6  | 3 | 3 | 31 | 25 |
| 2011-2012 | Vincitore        | 6  | 5 | 1 | 33 | 21 |
| 2012-2013 | Vincitore        | 7  | 6 | 1 | 29 | 22 |
| 2013-2014 | Vincitore        | ?  | ? | ? | ?  | ?  |
| 2014-2015 | Vincitore        | 9  | 8 | 1 | 56 | 22 |
| 2015-2016 | Vincitore        | 8  | 8 | 0 | 47 | 20 |
| 2016-2017 | Vincitore        | 9  | 8 | 1 | 54 | 28 |
| 2017-2018 | Vincitore        | 11 | 8 | 3 | 68 | 32 |
| 2018-2019 | Vincitore        | 8  | 8 | 0 | 52 | 10 |
| 2020-2021 | Finale scudetto  | 10 | 7 | 3 | 39 | 29 |
| 2021-2022 | Vincitore        | 8  | 8 | 0 | 40 | 12 |
| 2022-2023 | Finale scudetto  | 9  | 6 | 3 | 33 | 23 |

#### Avversari play-off scudetto
In grassetto vengono riportate le serie vinte.
| Avversario           | Serie Giocate | Serie Vinte | Serie Perse | Finale                             | Semifinale       | Quarti di finale |
| -------------------- | ------------- | ----------- | ----------- | ---------------------------------- | ---------------- | ---------------- |
| Diavoli Vicenza      | 9             | 6           | 3           | 2013, 2018, 2019, 2021, 2022, 2023 | 2015, 2016       | 2007             |
| CUS Verona           | 5             | 5           | 0           | 2015                               | 2017, 2018, 2019 | 2022             |
| Ferrara              | 4             | 4           | 0           | -                                  | 2022             | 2018, 2019, 2023 |
| Asiago Vipers        | 3             | 2           | 1           | -                                  | 2008, 2021, 2023 | -                |
| Cittadella           | 3             | 3           | 0           | 2014, 2016, 2017                   | -                | -                |
| Ghosts Padova        | 3             | 2           | 1           | -                                  | 2011, 2013       | 2016             |
| Lions Arezzo         | 2             | 1           | 1           | -                                  | -                | 2008, 2009       |
| Monleale             | 2             | 2           | 0           | 2014                               | 2012             | -                |
| All Stars Milano     | 1             | 1           | 0           | 1999                               | -                | -                |
| Aosta                | 1             | 1           | 0           | -                                  | -                | 1999             |
| Avalanche Bolzano    | 1             | 1           | 0           | -                                  | 1999             | -                |
| Edera Trieste        | 1             | 1           | 0           | 2012                               | -                | -                |
| Libertas Forlì       | 1             | 1           | 0           | -                                  | -                | 2017             |
| Molinese             | 1             | 1           | 0           | -                                  | -                | 2015             |
| Pirati Civitavecchia | 1             | 1           | 0           | -                                  | -                | 2011             |
| Real Torino          | 1             | 1           | 0           | -                                  | -                | 2021             |

## Statistiche coppe nazionali

### Partecipazioni
| Competizione        | Partecipazioni | Debutto   | Ultima stagione |
| ------------------- | -------------- | --------- | --------------- |
| Coppa Italia        | 17             | 1998-1999 | 2022-2023       |
| Supercoppa italiana | 11             | 2011      | 2022            |
| Coppa FIPH/FIRS     | 5              | 2015-2016 | 2019-2020       |

### Piazzamenti
| Coppa Italia           | Coppa Italia          | Coppa Italia | Coppa Italia | Coppa Italia | Coppa Italia | Coppa Italia | Coppa Italia | Coppa FIPH/FIRS      | Coppa FIPH/FIRS       | Coppa FIPH/FIRS | Coppa FIPH/FIRS | Coppa FIPH/FIRS | Coppa FIPH/FIRS | Coppa FIPH/FIRS | Coppa FIPH/FIRS | Supercoppa italiana | Supercoppa italiana | Supercoppa italiana | Supercoppa italiana | Supercoppa italiana | Supercoppa italiana | Supercoppa italiana | Supercoppa italiana |
| Edizione               | Turno eliminatorio    | G            | V            | N            | P            | GF           | GS           | Edizione             | Turno eliminatorio    | G               | V               | N               | P               | GF              | GS              | Edizione            | Turno eliminatorio  | G                   | V                   | N                   | P                   | GF                  | GS                  |
| ---------------------- | --------------------- | ------------ | ------------ | ------------ | ------------ | ------------ | ------------ | -------------------- | --------------------- | --------------- | --------------- | --------------- | --------------- | --------------- | --------------- | ------------------- | ------------------- | ------------------- | ------------------- | ------------------- | ------------------- | ------------------- | ------------------- |
| Coppa Italia 1998-1999 | Vincitore             | ?            | ?            | ?            | ?            | ?            | ?            |                      |                       |                 |                 |                 |                 |                 |                 |                     |                     |                     |                     |                     |                     |                     |                     |
| Coppa Italia 2007-2008 | ?                     | ?            | ?            | ?            | ?            | ?            | ?            |                      |                       |                 |                 |                 |                 |                 |                 |                     |                     |                     |                     |                     |                     |                     |                     |
| Coppa Italia 2008-2009 | Quarti di finale      | 2            | 0            | 0            | 2            | 5            | 13           |                      |                       |                 |                 |                 |                 |                 |                 |                     |                     |                     |                     |                     |                     |                     |                     |
| Coppa Italia 2009-2010 | Semifinale            | 5            | 3            | 0            | 2            | 23           | 16           |                      |                       |                 |                 |                 |                 |                 |                 |                     |                     |                     |                     |                     |                     |                     |                     |
| Coppa Italia 2010-2011 | Finale                | 6            | 3            | 1            | 2            | 23           | 24           |                      |                       |                 |                 |                 |                 |                 |                 |                     |                     |                     |                     |                     |                     |                     |                     |
| Coppa Italia 2011-2012 | Seconda fase a gironi | 3            | 2            | 0            | 1            | 16           | 8            |                      |                       |                 |                 |                 |                 |                 |                 | Supercoppa 2011     | Finale              | 1                   | 0                   | 0                   | 1                   | 3                   | 10                  |
| Coppa Italia 2012-2013 | Vincitore             | 5            | 4            | 1            | 0            | 27           | 13           |                      |                       |                 |                 |                 |                 |                 |                 | Supercoppa 2012     | Vincitore           | 1                   | 1                   | 0                   | 0                   | 6                   | 5                   |
| Coppa Italia 2013-2014 | Vincitore             | 3            | 2            | 1            | 0            | 18           | 4            |                      |                       |                 |                 |                 |                 |                 |                 | Supercoppa 2013     | Vincitore           | 1                   | 1                   | 0                   | 0                   | 3                   | 1                   |
| Coppa Italia 2014-2015 | Vincitore             | 3            | 3            | 0            | 0            | 12           | 6            |                      |                       |                 |                 |                 |                 |                 |                 | Supercoppa 2014     | Vincitore           | 1                   | 1                   | 0                   | 0                   | 6                   | 5                   |
| Coppa Italia 2015-2016 | Vincitore             | 4            | 4            | 0            | 0            | 27           | 6            | Coppa FIPH 2015-2016 | Seconda fase a gironi | 2               | 0               | 0               | 2               | 5               | 14              | Supercoppa 2015     | Finale              | 1                   | 0                   | 0                   | 1                   | 5                   | 8                   |
| Coppa Italia 2016-2017 | Vincitore             | 8            | 7            | 0            | 1            | 50           | 14           | Coppa FIPH 2016-2017 | Vincitore             | 2               | 2               | 0               | 0               | 9               | 1               | Supercoppa 2016     | Vincitore           | 1                   | 1                   | 0                   | 0                   | 9                   | 0                   |
| Coppa Italia 2017-2018 | Vincitore             | 5            | 5            | 0            | 0            | 41           | 3            | Coppa FIRS 2017-2018 | Vincitore             | 2               | 2               | 0               | 0               | 10              | 4               | Supercoppa 2017     | Vincitore           | 1                   | 0                   | 1                   | 0                   | 4                   | 4                   |
| Coppa Italia 2018-2019 | Finale                | 4            | 3            | 0            | 1            | 14           | 10           | Coppa FIRS 2018-2019 | Vincitore             | 2               | 2               | 0               | 0               | 20              | 6               | Supercoppa 2018     | Vincitore           | 1                   | 1                   | 0                   | 0                   | 6                   | 0                   |
| Coppa Italia 2019-2020 | Quinto turno          | 1            | 1            | 0            | 0            | 6            | 2            | Coppa FIRS 2019-2020 |                       |                 |                 |                 |                 |                 |                 | Supercoppa 2019     | Vincitore           | 1                   | 1                   | 0                   | 0                   | 6                   | 5                   |
| Coppa Italia 2020-2021 | Finale                | 6            | 3            | 1            | 2            | 14           | 12           |                      |                       |                 |                 |                 |                 |                 |                 |                     |                     |                     |                     |                     |                     |                     |                     |
| Coppa Italia 2021-2022 | Vincitore             | 3            | 3            | 0            | 0            | 26           | 3            |                      |                       |                 |                 |                 |                 |                 |                 | Supercoppa 2021     | Vincitore           | 1                   | 1                   | 0                   | 0                   | 4                   | 3                   |
| Coppa Italia 2022-2023 | Vincitore             | 4            | 4            | 0            | 0            | 19           | 8            |                      |                       |                 |                 |                 |                 |                 |                 | Supercoppa 2022     | Vincitore           | 1                   | 1                   | 0                   | 0                   | 6                   | 4                   |

## Statistiche coppe internazionali

### Partecipazioni
| Competizione  | Partecipazioni | Debutto | Ultima stagione |
| ------------- | -------------- | ------- | --------------- |
| Eurolega      | 5              | 2016    | 2023            |
| President Cup | 1              | 2017    | 2017            |

### Piazzamenti
| Eurolega      | Eurolega            | Eurolega | Eurolega | Eurolega | Eurolega | Eurolega | Eurolega | Eurolega | President Cup      | President Cup      | President Cup | President Cup | President Cup | President Cup | President Cup | President Cup | President Cup |
| Edizione      | Turno eliminatorio  | G        | V        | VR       | PR       | P        | GF       | GS       | Edizione           | Turno eliminatorio | G             | V             | VR            | PR            | P             | GF            | GS            |
| ------------- | ------------------- | -------- | -------- | -------- | -------- | -------- | -------- | -------- | ------------------ | ------------------ | ------------- | ------------- | ------------- | ------------- | ------------- | ------------- | ------------- |
| Eurolega 2016 | Semifinale          | 7        | 4        | 1        | 1        | 1        | 44       | 20       | -                  | -                  | -             | -             | -             | -             | -             | -             | -             |
| Eurolega 2017 | Prima fase a gironi | 3        | 1        | 0        | 0        | 2        | 10       | 4        | President Cup 2017 | Vincitore          | 4             | 4             | 0             | 0             | 0             | 13            | 2             |
| Eurolega 2018 | Finale              | 7        | 4        | 0        | 1        | 2        | 33       | 25       | -                  | -                  | -             | -             | -             | -             | -             | -             | -             |
| Eurolega 2019 | Finale              | 7        | 6        | 0        | 0        | 1        | 46       | 7        | -                  | -                  | -             | -             | -             | -             | -             | -             | -             |
| Eurolega 2023 | Semifinale          | 6        | 3        | 0        | 0        | 3        | 27       | 22       | -                  | -                  | -             | -             | -             | -             | -             | -             | -             |